# Cirkumpolära folk
Cirkumpolära folk är folk som bor i det cirkumpolära området, det vill säga de arktiska och subarktiska tundre- och skogsområdena i norra Eurasien och norra Nordamerika samt på Grönland. Begreppet är vagt och vilka folkgrupper som inkluderas varierar i litteraturen. De utgör inte ett enda kulturområde, utan varje folk har sin egen historia och kultur. Det som de har gemensamt är att de är befolkningsmässigt små och att de levde ännu i början av 1900-talet av fiske, jakt och renskötsel och delvis gör det fortfarande.